# 畠中恵
畠中 恵（はたけなか めぐみ、1959年10月10日 -）は、日本の小説家。

## 人物
高知県生まれ、愛知県名古屋市育ち。愛知県立刈谷北高等学校、名古屋造形芸術短期大学（後の名古屋造形芸術大学短期大学部、現・名古屋造形大学）のビジュアルデザインコース・イラスト科卒業。
漫画家アシスタント・イラストレーターを経て、都筑道夫に師事し、小説家となる。
代表作は、新潮社から刊行の『しゃばけ』シリーズ。

## 略歴
- 1959年（昭和34年） - 高知県で生誕。
- 1988年（昭和63年） - 小学館より漫画家としてデビュー。
- 2001年（平成13年） - 曽我めぐみ名義でセブン新社刊行女性コミック誌「主婦王（しゅふおう）」VOL.2に『ごく普通の日々』、また同誌VOL.4に『家計どうするの?』を掲載。他にも同社の女性コミック誌「if」で作品を掲載。
- 2001年（平成13年） - 『しゃばけ』で第13回日本ファンタジーノベル大賞（優秀賞）を受賞[3]。
- 2002年（平成14年） - 『しゃばけ』がNHKオーディオドラマによってラジオドラマ化。
- 2004年（平成16年） - 『ぬしさまへ』がNHKオーディオドラマによってラジオドラマ化。
- 2007年（平成19年） - 『まんまこと』で第137回直木三十五賞候補。
- 2011年（平成23年） - 『ちょちょら』で第24回山本周五郎賞候補[4]。
- 2013年（平成25年） - 『けさくしゃ』で第34回吉川英治文学新人賞候補。
- 2015年（平成27年） - 『すえずえ』で第1回沖縄書店大賞候補。
- 2016年（平成28年） - 『しゃばけ』シリーズで第1回吉川英治文庫賞を受賞[5]。
- 2020年（令和2年） - 『わが殿』で第26回中山義秀文学賞候補。

## 作品

### しゃばけシリーズ
新潮社刊行、柴田ゆうによるイラスト、『しゃばけ』『うそうそ』『いつまでは』は長編、『みぃつけた』は絵本、他は短編集。
- しゃばけ（2001年12月 新潮社 / 2004年3月 新潮文庫 / 2013年3月 新潮社〈新装版〉）
- ぬしさまへ（2003年5月 新潮社 / 2005年11月 新潮文庫）
- ねこのばば（2004年7月 新潮社 / 2006年11月 新潮文庫）
- おまけのこ（2005年8月 新潮社 / 2007年11月 新潮文庫）
- うそうそ（2006年5月 新潮社 / 2008年11月 新潮文庫）
- ちんぷんかん（2007年6月 新潮社 / 2009年11月 新潮文庫）
- いっちばん（2008年7月 新潮社 / 2010年11月 新潮文庫）
- ころころろ（2009年7月 新潮社 / 2011年11月 新潮文庫）
- ゆんでめて（2010年7月 新潮社 / 2012年11月 新潮文庫）
- やなりいなり（2011年7月 新潮社 / 2013年11月 新潮文庫）
  - やなりいなり【初回限定版】（2011年7月 新潮社)  - 鳴家携帯ストラップ付き
- ひなこまち（2012年6月 新潮社 / 2014年11月 新潮文庫）
- たぶんねこ（2013年7月 新潮社 / 2015年11月 新潮文庫）
- すえずえ（2014年7月 新潮社 / 2016年11月 新潮文庫）
- えどさがし しゃばけ外伝（2014年11月 新潮文庫)  - 文庫書下ろし
- なりたい（2015年7月 新潮社 / 2017年11月 新潮文庫）
- おおあたり（2016年7月 新潮社 / 2018年11月 新潮文庫）
- とるとだす（2017年7月 新潮社 / 2019年11月 新潮文庫）
- むすびつき（2018年7月 新潮社 / 2020年11月 新潮文庫）
- てんげんつう（2019年7月 新潮社 / 2021年6月 新潮文庫）
- いちねんかん（2020年7月 新潮社 / 2022年11月 新潮文庫）
- もういちど（2021年7月 新潮社 / 2023年11月 新潮文庫）
- またあおう しゃばけ外伝（2021年11月 新潮文庫）
- しゃばけごはん（2021年11月 新潮文庫）
- こいごころ（2022年7月 新潮社 / 2024年11月 新潮文庫）
- いつまで（2023年7月 新潮社 / 2025年5月 新潮文庫）
- なぞとき（2024年7月 新潮社）

#### コミック
- しゃばけ漫画 仁吉の巻 - 高橋留美子、みもり、えすとえむ、紗久楽さわ、鈴木志保、吉川景都、岩岡ヒサエ（2014年12月 バンチコミックス ISBN 978-4-10-771785-6）
- しゃばけ漫画 佐助の巻 - 萩尾望都、雲田はるこ、つばな、村上たかし、上野顕太郎、安田弘之、柴田ゆう（2014年12月 バンチコミックス ISBN 978-4-10-771786-3）

#### 絵本
- みぃつけた - 絵本（2006年11月 新潮社 ISBN 978-4-10-450706-1）

#### ファンブック
- しゃばけ読本 - ファンブック / バーチャル長崎屋奉公人編、畠中恵・柴田ゆう著（2007年11月 新潮社 ISBN 978-4-10-450708-5 / 2010年12月 新潮文庫 ISBN 978-4-10-146170-0）

### まんまことシリーズ
- まんまこと（2007年4月 文藝春秋 / 2010年3月 文春文庫）
- こいしり（2009年3月 文藝春秋 / 2011年11月 文春文庫）
- こいわすれ（2011年9月 文藝春秋 / 2014年4月 文春文庫）
- ときぐすり（2013年5月 文藝春秋 / 2015年7月 文春文庫）
- まったなし（2015年6月 文藝春秋 / 2018年4月 文春文庫）
- ひとめぼれ（2017年4月 文藝春秋 / 2020年6月 文春文庫）
- かわたれどき（2019年2月 文藝春秋 / 2022年2月 文春文庫）
- いわいごと（2021年2月 文藝春秋 / 2024年3月 文春文庫）
- おやごころ（2023年5月 文藝春秋 / 2025年4月 文春文庫）
- ああうれしい（2025年4月 文藝春秋）

### つくもがみシリーズ
- つくもがみ貸します（2007年9月 角川書店 / 2010年6月 角川文庫）
- つくもがみ、遊ぼうよ（2013年3月 角川書店 / 2016年4月 角川文庫）
- つくもがみ笑います（2019年1月 角川書店 / 2020年9月 角川文庫）

### 江戸時代もの
- ゆめつげ（2004年9月 角川書店 / 2008年4月 角川文庫）
- こころげそう（2008年1月 光文社 / 2010年8月 光文社時代小説文庫）
- ちょちょら（2011年3月 新潮社 / 2013年8月 新潮文庫）
- けさくしゃ（2012年11月 新潮社 / 2015年4月 新潮文庫）
- うずら大名（2015年9月 集英社 / 2017年12月 集英社文庫）
- わが殿 上・下（2019年11月 文藝春秋 / 2023年1月 文春文庫）
- 猫君（2020年1月 集英社 / 2023年2月 集英社文庫）
- 御坊日々（2021年11月 朝日新聞出版）
- 忍びの副業 上・下（2023年3月 講談社）

### まことの華姫シリーズ
- まことの華姫（2016年9月 KADOKAWA / 2019年6月 角川文庫）
- あしたの華姫（2020年6月 KADOKAWA / 2023年7月 角川文庫）

### 若様組シリーズ
- アイスクリン強し（2008年10月 講談社 / 2011年12月 講談社文庫）
  - 宇野ジニア作画で漫画化、『BE・LOVE』にて連載された（2012年3月 講談社〈KCデラックス〉）
- 若様組まいる（2010年11月 講談社 / 2013年7月 講談社文庫）
- 若様とロマン（2016年4月 講談社 / 2018年8月 講談社文庫）

### 明治・妖モダンシリーズ
- 明治・妖モダン（2013年9月 朝日新聞出版 / 2017年7月 朝日文庫）
- 明治・金色キタン（2015年11月 朝日新聞出版 / 2019年2月 朝日文庫）

### 現代もの
- 百万の手（2004年4月 東京創元社 / 2006年6月創元推理文庫）
- とっても不幸な幸運（2005年3月 双葉社 / 2008年3月 双葉文庫 / 2019年5月 双葉文庫〈新装版〉）

### 佐倉聖の事件簿シリーズ
- アコギなのかリッパなのか（2006年1月 実業之日本社 / 2008年2月 J・ノベルコレクション）
  - 【改題】アコギなのかリッパなのか 佐倉聖の事件簿 / 2012年2月 新潮文庫 / 2023年6月 実業之日本社文庫）
- さくら聖・咲く（2012年8月 実業之日本社）
  - 【改題】さくら聖・咲く 佐倉聖の事件簿（2016年6月 新潮文庫 / 2023年8月 実業之日本社文庫）

### エッセイ
- ああ、恥ずかし（2003年 新潮文庫）
- つくも神さん、お茶ください（2009年12月 新潮社 / 2012年11月 新潮文庫）

### その他
東京創元社刊行隔月刊ムック『ミステリーズ!』掲載
- 八百万（やおよろず）
2004年3月 vol.04
2005年12月 vol.14

角川書店刊行季刊ムック『怪』掲載
- 利休鼠 深川妖夜話
2005年3月 vol.0018

光文社刊行月刊小説誌『小説宝石』掲載
- 甘き織姫
2012年9月号『坂木司リクエスト! 和菓子のアンソロジー』に収録

## オーディオブック
- ぬしさまへ（2008年、USEN・ことのは出版）
- 『しゃばけ』シリーズ
Audibleにて制作。2021年7月26日より順次配信[6]。

## 作品提供

### ラジオドラマ
NHKオーディオドラマ 青春アドベンチャー （NHK-FM放送）
- しゃばけ（2002年4月15日 - 4月19日、全5回、原作『しゃばけ』）
- しゃばけ2（2004年3月29日 - 4月9日、全10回、原作『ぬしさまへ』）

### テレビドラマ
土曜プレミアム（フジテレビ系全国ネット）
- しゃばけ（2007年11月24日、主演：手越祐也、原作『しゃばけ』『ぬしさまへ』）
- うそうそ（2008年11月29日、主演：手越祐也、原作『うそうそ』）

木曜時代劇（NHK総合）
- まんまこと〜麻之助裁定帳〜（2015年7月16日 - 10月1日、全10回、主演：福士誠治、原作『まんまこと』シリーズ）

### 舞台
- アトリエ・ダンカンプロデュース『しゃばけ』（原作『しゃばけ』） [7]
東京公演：2013年4月20日 - 29日 赤坂ACTシアター
大阪公演：2013年5月7日 - 12日 新歌舞伎座
金沢公演：2013年5月15日 金沢歌劇座
- 若様組まいる（原作『若様組まいる』シリーズ）
若様組まいる（2016年8月7日 - 14日、天王洲 銀河劇場）[8]
若様組まいる〜アイスクリン強し〜（2018年4月27日 - 5月6日、サンシャイン劇場）[9]
若様組まいる〜若様とロマン〜（2018年10月6日 - 21日、三越劇場）[10]
- ミュージカル「しゃばけ」（原作『しゃばけ』シリーズ）
『しゃばけ』（2017年1月19日 - 29日、紀伊國屋サザンシアター）[11]
『しゃばけ』弐 〜空のビードロ・畳紙〜（2017年9月2日 - 10日、紀伊國屋ホール）[12]
『しゃばけ』参 〜ねこのばば〜（2018年4月28日 - 5月7日、シアターサンモール / 2018年5月19日 - 20日、大阪ビジネスパーク円形ホール）[13]
- 畠中恵「しゃばけ」シリーズ Presents「シャイニングモンスター」（原作『しゃばけ』シリーズ）
  - 「シャイニングモンスター～ばくのふだ（Shining編 / Shadow編）～」（2021年3月13日 - 21日、CBGKシブゲキ!!）[14]
  - 「シャイニングモンスター 2nd STEP 〜てんげんつう〜」（2022年7月30日 - 8月4日、浅草花劇場）[15]

### 人形劇
NHK教育テレビ（現NHK Eテレ）
- モノランモノラン（『おかあさんといっしょ』内、原案）
2009年3月30日 - 2011年3月26日

### 関連公式サイト
- しゃばけ倶楽部〜バーチャル長崎屋〜（新潮社）
- 小説新潮（新潮社）
- 週刊新潮（新潮社）
- ミステリーズ！（東京創元社）
- 『怪』-KWAI Network-（角川書店）
- NHKオーディオドラマ（NHK）
- 主婦王（セブン新社）
- 日本ファンタジーノベル大賞（新潮社）